# NGC 4914
NGC 4914 est une (vaste ?) galaxie elliptique située dans la constellation des Chiens de chasse. Sa vitesse par rapport au fond diffus cosmologique est de 4 816 ± 22 km/s, ce qui correspond à une distance de Hubble de 71,0 ± 5,0 Mpc (∼232 millions d'al). NGC 4914 a été découverte par l'astronome germano-britannique William Herschel en 1787.
À ce jour, trois mesures non basées sur le décalage vers le rouge (redshift) donnent une distance de 34,267 ± 11,374 Mpc (∼112 millions d'al), ce qui est loin à l'extérieur des valeurs de la distance de Hubble. Notons que c'est avec la valeur moyenne des mesures indépendantes, lorsqu'elles existent, que la base de données NASA/IPAC calcule le diamètre d'une galaxie et qu'en conséquence le diamètre de NGC 4904 pourrait être d'environ 72,3 kpc (∼236 000 al) si on utilisait la distance de Hubble pour le calculer.

## Groupe de NGC 4914
Selon un article publié en 1998 par Abraham Mahtessian, NGC 4914 est la galaxie la plus brillante d'un groupe qui porte son nom. Le groupe de NGC 4914 comprend au moins cinq membres. Les autres galaxies du groupe sont NGC 4868, NGC 4956, NGC 4986 et IC 4189.
D'autre part, A. M. Garcia mentionne aussi l'existence de ce groupe dans un article publié en 1993, mais il n'y figure que trois galaxies, soit NGC 4846, NGC 4868 et NGC 4914.